# Bernd Hübner
Bernd Hübner (geb. 31. Mai 1947 in Berlin-Neukölln) ist ein deutscher ehemaliger Leichtathlet, Marathonläufer und Deutscher Vizemeister im Leichtgewichts-Ruderachter.

## Rudern
Im Jahr 1962 begann Bernd Hübner eine Lehre als Fernmeldehandwerker bei der Deutschen Bundespost. Als die Fernmeldeschule Nachwuchs für ihre Ruderriege suchte, wurde er Mitglied der freiwilligen Schülersportgemeinschaft und legte dort den Grundstein für seine sportlichen Aktivitäten. Im Jahr 1970 gelang ihm der Gewinn des Deutschen Vizemeistertitels im Leichtgewichts-Achter des Berliner Rudervereins von 1876. Auch später erreichte er als erfolgreicher Ruderer im Leichtgewichts-Vierer und im Achter des Berliner Ruder-Clubs sowie in Renngemeinschaft mit dem Ruderclub Brandenburgia wiederholt vordere Platzierungen bei Ruderregatten.

## Marathonlauf
Mit dem Wechsel zum SC Charlottenburg begann die Laufkarriere von Bernd Hübner. 103 Marathonläufe im In- und Ausland, darunter viermal in Boston, dreimal in Honolulu, zweimal in New York City sowie in Rio de Janeiro, Miami, Los Angeles, Stockholm, Paris, Athen, Budapest, Wien und London, hat er seitdem absolviert und stieß mit mehrfach gelaufenen Zeiten unter 2:30:00 in den Bereich des Leistungssports vor.
Im Mai 1983 ging der Amateursportler in Berlin-Spandau als Marathonsieger durchs Ziel.
Den Berlin-Marathon, der am 13. Oktober 1974 im Grunewald unter dem Namen „1. Berliner Volksmarathon“ mit 286 Teilnehmern erstmals veranstaltet wurde, beendete Bernd Hübner von Beginn an erfolgreich und danach noch 35 Mal in Folge. Er wurde damit zum Aushängeschild des Berlin-Marathons und erwarb sich den Titel als Berlins „Marathon-König“ oder, wie eine Berliner Zeitung schrieb, „Asphaltkönig“. Beim Berlin-Marathon 1984 lief Bernd Hübner seine Bestzeit von 2:27:04, mit der er Dritter der Berliner Meisterschaft und Berliner Meister mit der Mannschaft des SCC Berlin wurde.
Auch als langjähriger Ressortleiter im Jubilee Club hat er sich um den Berlin-Marathon verdient gemacht. Im Sommer 2006 veröffentlichte Bernd Hübner zusammen mit Detlef Kuhlmann das Buch „Berlin Marathon. Eine Liebeserklärung“, das einen tiefen Einblick in sein außergewöhnliches Läuferleben gibt.

## Laufbetreuer
Am 3. Januar 1999 rief er mit dem LT Bernd Hübner den größten privaten Lauftreff Berlins ins Leben. Jeder konnte hier unter Anleitung an sieben Tagen in der Woche ohne jegliche Verpflichtung kostenlos laufen und alle modernen Trainingsformen vom Hügel- und Berglauf über Tempodauerlauf, Intervall-Übungen, lockere Erholungs- bis zu langen Dauerläufen in verschiedenen Leistungsgruppen nutzen.
Als Laufbetreuer setzt sich Bernd Hübner mit zahlreichen Laufangeboten für gemeinsames Erleben, für Toleranz und Fairness ein. Aus der Handvoll Läufer in den ersten Jahren wuchs eine große Gemeinschaft: An den im Rahmen seines Lauftreffs veranstalteten Kult-Läufen nahmen bis zu 1.068 Läuferinnen und Läufer teil. Auch das von ihm im Dezember 2004 eröffnete und fortan persönlich betreute Internetportal www.lauftreffberlin.de (www.laufsportberlin.de verweist eher auf den Havellauf bzw. den Havel-Funlauf) zählt heute zu den größten privaten Lauf-Foren in Deutschland.

## Organisator
Sein Engagement für den Laufsport zeigte sich, als er auf dem ausschließlich am Wasser verlaufenden Haveluferweg zwischen dem „Flensburger Löwen“ und der Glienicker Brücke 1990 erstmals einen Volkslauf organisierte. Er betreute den Havellauf zusammen mit seiner Frau Monika bis 2014.

## Ehrungen und Auszeichnungen
- 2004 in Anerkennung seiner sportlichen Leistungen durfte er am 30. Juni 2004 in Berlin die brennende olympische Fackel auf dem Weg nach Athen tragen.
- 2015 Verdienstkreuz am Bande des Verdienstordens der Bundesrepublik Deutschland